# Elecciones presidenciales de Ecuador de 1839
Elección indirecta del Presidente Constitucional y Vicepresidente Constitucional del Ecuador por el Congreso en el año 1839 para nuevo período constitucional de 4 años, según dictaba la Constitución de Ecuador de 1835.

## Antecedentes
Al estar por concluir el período constitucional de Vicente Rocafuerte, se convocó al Congreso Nacional para elegir al nuevo presidente, resultando electo sin problemas el expresidente Juan José Flores (1830-1835).

## Candidatos y Resultados
Flores se convirtió en el primer presidente del Ecuador en ser reelecto en el cargo.

### Presidente
| Partido     | Presidente                      | Cargos Previos                                                         | Votos |
| ----------- | ------------------------------- | ---------------------------------------------------------------------- | ----- |
| Conservador | Juan José Flores Aramburu       | Presidente de la República (1830 - 1834)                               | 29    |
| Conservador | Pedro José de Arteta y Calisto  | Vicepresidente de la 2° Convención Nacional (1835)                     | 2     |
| Conservador | Manuel Matheu y Herrera         | Presidente de la Cámara del Senado (1831)                              | 1     |
| Conservador | Manuel Zambrano Monteserrín     | Representante de la Primera Junta de Gobierno Autónoma de Quito (1809) | 1     |
| Liberal     | Vicente Ramón Roca Rodríguez    | Senador por Guayas (1837) / (1839)                                     | 3     |
| Liberal     | José Joaquín de Olmedo y Maruri | Vicepresidente de la República (1830 - 1831)                           | 1     |
| Liberal     | Modesto Larrea y Carrión        | Vicepresidente de la República (1831 - 1834)                           | 1     |

Fuente:

### Vicepresidente
| Partido     | Presidente                           | Cargos Previos                                     | Votos |
| ----------- | ------------------------------------ | -------------------------------------------------- | ----- |
| Conservador | Francisco Aguirre Mendoza            | Gobernador de Pichincha (1830-1839)                | 21    |
| Conservador | Diego Noboa y Arteta                 | Senador por Guayas (1837) / (1839)                 | 1     |
| Conservador | Joaquín Gómez de la Torre y Tinajero | Senador por Pichincha (1837) / (1839)              | 1     |
| Conservador | Manuel Matheu y Herrera              | Presidente de la Cámara del Senado (1831)          | 1     |
| Conservador | Pedro José de Arteta y Calisto       | Vicepresidente de la 2° Convención Nacional (1835) | 1     |
| Liberal     | Vicente Ramón Roca Rodríguez         | Senador por Guayas (1837) / (1839)                 | 1     |

Fuente: